# Cleto Carbonara
Cleto Carbonara (Potenza, 13 aprile 1904 – Napoli, 27 luglio 1998) è stato un filosofo italiano.

## Biografia
Conseguito il diploma liceale nel 1922, si trasferì con la famiglia a Napoli nel 1925,  frequentando la facoltà di filosofia presso l'università partenopea. Ottenuta la laurea, nel 1929 iniziò a collaborare per la rivista Logos di Antonio Aliotta (di cui fu allievo) ed esercitò la docenza: insegnante nel Liceo di Campobasso e nel Giambattista Vico di Nocera Inferiore, professore di filosofia teoretica all'Università di Cagliari e in quella di Catania, professore di storia della filosofia nell'ateneo di Napoli e all'Accademia della "Nunziatella".

## Il pensiero
Con la pubblicazione nel 1938 dell'opera Disegno d'una filosofia critica dell'esperienza pura Carbonara rifacendosi alla filosofia kantiana e riprendendo il discorso idealistico ne metteva in rilievo il tentativo fallito di Giovanni Gentile di dare concretezza al pensiero filosofico. Nell'attualismo gentiliano il ritorno ai fatti si risolveva infatti nell'atto sempre uguale e sempre diverso del pensare, unica realtà e verità del pensiero e della storia: «vera storia non è quella che si dispiega nel tempo, ma quella che si raccoglie nell'eterno atto del pensare»..
Il problema secondo Carbonara andava esaminato riportandolo alla sua origine, cioè al problema del rapporto tra esperienza e pensiero, tra realtà e pensiero così come era stato affrontato dalla filosofia kantiana e che Gentile crede di risolvere stabilendo un rapporto dialettico tra il pensiero e il suo negativo all'interno del pensiero stesso. La soluzione invece era in nuce secondo Carbonara nella sintesi a priori kantiana dove convivono forma e contenuto per cui la coscienza è per un verso forma, contenitore di un contenuto storico e per un altro coincide col suo contenuto in quanto il contenuto non avrebbe realtà al di fuori della forma della coscienza.
La successiva questione si poneva considerando oltre il rapporto del pensiero con la materia quella collegata all'origine del pensiero stesso. Ancora una volta Kant aveva intravisto la soluzione nella teoria dell'io penso che però va ora intesa non come la struttura logico-metafisica della realtà storica, ma come la sua struttura psicologico-trascendentale o "esistenziale", secondo una concezione della "filosofia dell'esperienza pura" nel senso che l'esperienza «viene a coincidere col divenire della vita spirituale e resta indifferente (deve, anzi, restare indifferente) al problema, ch'è propriamente di natura ontologica, circa la sua dipendenza o indipendenza da una realtà diversa dallo spirito» 
Il rapporto tra pensiero e materia portò Carbonara ad indagare quello tra filosofia e scienza con l'opera Scienza e filosofia ai principi dell' età moderna (Galilei-Bacone-Cartesio) 1935 in cui sostiene che mentre da un punto di vista filosofico non si può andare oltre l'ambito dell'autocoscienza, del cogito cartesiano, al contrario la scienza si basa sulla necessità di fondarsi sul mondo esterno. Forse la soluzione di questa antinomia, sostiene Carbonara, va ricercata nell'«insoddisfazione dello stesso idealismo verso se stesso [...] non potendo rinunciare a se stesso ma neppure al suo opposto...nec tecum nec sine te 
Cleto Carbonara si interessò anche del pensiero religioso rinascimentale a Firenze notando come in quel periodo si fosse realizzata una fusione tra il cristianesimo e la filosofia platonica e neoplatonica così come ad esempio in Marsilio Ficino prete cattolico che visse la sua fede come teologia razionale dando una base filosofica, trascurando la stessa rivelazione, alla sua spiritualità religiosa:
Riallacciandosi a quella tradizione e meditando sui testi platonici, il Ficino concepí il disegno, portato a termine nel periodo della sua maturità spirituale, dal 1469 al 1474, di ricostruire su fondamento platonico la teologia cristiana [...] il platonismo vi è considerato come il nucleo essenziale di una teologia razionale i cui princípi coincidono con quelli della rivelazione cristiana: tale coincidenza è il principale argomento con cui si riesce a dimostrare l'eccellenza del cristianesimo rispetto alle altre religioni positive. Del resto il Ficino è disposto ad ammettere che qualsiasi culto, purché esercitato con animo puro, reca onore e gradimento a Dio.»

## Opere
- L'individuo e la storia (1934)
- Scienza e filosofia ai principi dell' età moderna (Galilei-Bacone-Cartesio) 1935
- Disegno critico di una filosofia dell'esperienza pura (1938)
- Il secolo XV (Milano, 1943)
- Umanesimo e Rinascimento (Catania, 1944)
- Del Bello e dell'Arte (1944)
- Introduzione alla Filosofia (Napoli, 1946)
- Materialismo storico e idealismo critico (1947)
- Sviluppo e problemi dell'estetica crociana (Napoli, 1947)
- I presocratici (1950)
- La filosofia dell'esperienza e la fondazione dell'umanesimo (Napoli, 1954)
- La filosofia di Plotino (1954)
- Persona e libertà (1959)
- Ricerche di un'estetica del contenuto (1960)
- L'esperienza e la prassi (1964)
- Discorso empirico delle arti (1973)